# Hilde Forster
Hilde Forster (Pseudonym für Hildegard Freundsberger, * 3. Mai 1924 in Wien; † 30. November 1991 ebenda) war eine österreichische Schriftstellerin.

## Leben
Hilde Forster lebte als Volksschullehrerin in Wien. Daneben studierte sie in Germanistik, Psychologie und Kunstgeschichte. Sie nahm auch Schauspielunterricht und arbeitete an Kinder-Hörspielen für den Rundfunk. Sie war Verfasserin zahlreicher Bilderbücher sowie erzählender Kinder- und Jugendbücher. Sie wurde am Neustifter Friedhof bestattet.

## Werke
- So ist's recht, Nora!, Wien 1949
- Nora, wie kannst du nur?, Wien 1950
- Puckerl und Muckerl, die faulen Zwerglein, Wien 1951
- Die Hochreiterkinder, Wien 1953
- Peter und Inge suchen das Christkind, Wien 1953 (zusammen mit Anny Hoffmann)
- Schnurri-Murri, fixi-faxi, Wien 1954 (zusammen mit Anny Hoffmann)
- Zuckermax und Mandelsusi, Wien 1954
- Eine fröhliche Fahrt, Wien 1955 (zusammen mit Felicitas Kuhn)
- Klein Tetzelmann, Wien 1955 (zusammen mit Ernst Kutzer)
- Teddy auf der Wiese, Wien 1955 (zusammen mit Anny Hoffmann)
- Tommy und Theodor, Wien 1955 (zusammen mit Anny Hoffmann)
- Die lustigen Igelkinder, Wien 1956 (unter dem Namen Hilde Freundsberger, zusammen mit Anny Hoffmann)
- Ein lustiger Tag, Wien 1956 (zusammen mit Felicitas Kuhn)
- Weihnachtsengel und Sternenkind, Wien 1956 (zusammen mit Anny Hoffmann)
- Familie Igel, Wien 1957 (unter dem Namen Hilde Freundsberger, zusammen mit Anny Hoffmann)
- Die Hochreiterkinder in der Stadt, Wien 1957
- Peter und das Sandmännchen, Wien 1957 (zusammen mit Felicitas Kuhn)
- Puck, der Waldzwerg, Wien 1957 (zusammen mit Felicitas Kuhn)
- Teddy, der Tolpatsch, Wien 1957 (zusammen mit Anny Hoffmann)
- Die Weihnachtsreise, Wien 1957 (unter dem Namen Hilde Freundsberger, zusammen mit Anny Hoffmann)
- Besuch im Wichtelhaus, Wien 1958 (zusammen mit Felicitas Kuhn)
- Ein Fest bei Familie Igel, Wien 1958 (unter dem Namen Hilde Freundsberger, zusammen mit Anny Hoffmann)
- Das große Fest im Märchenwald, Wien 1958 (zusammen mit Felicitas Kuhn)
- Sternenkindchens Erdenfahrt, Wien 1958 (unter dem Namen Hilde Freundsberger, zusammen mit Anny Hoffmann)
- Teddy und Teddinchen, Wien 1958 (zusammen mit Anny Hoffmann)
- Bei Dr. Augentrost, Wien 1959 (zusammen mit Felicitas Kuhn)
- Im Weihnachtswald, Wien 1959 (unter dem Namen Hilde Freundsberger, zusammen mit Felicitas Kuhn)
- Teddy's Campingfahrt, Wien 1959 (zusammen mit Anny Hoffmann)
- Weihnacht bei Zwerg Niki, Wien 1959 (unter dem Namen Hilde Freundsberger, zusammen mit Anny Hoffmann)
- Puckerl und Muckerl helfen Brummelbein, Wien 1960 (zusammen mit Gerti Mauser-Lichtl)
- Die Hochreiterkinder auf Reisen, Wien [u. a.] 1961
- Die vertauschten Ferien, Wien [u. a.] 1962
- Der Tag, auf den du wartest, Wien [u. a.] 1964
- Claudias großer Tag, Wien [u. a.] 1968
- Schneemann auf Weihnachtsfahrt, Wien 1968 (zusammen mit Elisabeth Krasselt-Dirr)
- Junge Mädchen weinen nicht, Wien [u. a.] 1970
- Puckerl sucht Muckerl, Wien [u. a.] 1982 (zusammen mit Emanuela Delignon)
- Weihnachtswerkstatt, Wien 1986 (zusammen mit Anny Hoffmann)
- Doktor Seidelbast, Wien 1987 (zusammen mit Felicitas Kuhn)
- Das Waldfest, Wien 1987 (zusammen mit Felicitas Kuhn)